# Alexandre Libert
Alexandre Libert (Mons, 25 gennaio 1990) è un cestista belga.

## Palmarès
- Coppa del Belgio: 1

Mons: 2011
- Supercoppa del Belgio: 1

Mons: 2011